# یواس‌اس ویو (۱۸۶۳)
یواس‌اس ویو (۱۸۶۳) (به انگلیسی: USS Wave (1863)) یک کشتی بود که طول آن not known بود. این کشتی در سال ۱۸۶۳ ساخته شد.